# Agrotis tocheata
Agrotis tocheata là một loài bướm đêm trong họ Noctuidae.